# Serwer muzyczny
Serwer muzyczny – urządzenie stacjonarne wyposażone w dysk twardy i służące do odtwarzania plików muzycznych w formacie Audio oraz formatach skompresowanych np. mp3.
Połączone w jednej obudowie z odtwarzaczem CD, z którego można bezpośrednio nagrywać muzykę z dysków CD na dysk twardy urządzenia.
Przeznaczone do połączenia z innymi segmentami audio (np. wzmacniacze, wzmacniacz mocy), wchodzącymi w skład systemu nagłośnieniowego. Najczęściej stosowane w instalacjach multiroom.
Serwery muzyczne pojawiły się na początku XXI wieku, głównie w celu zastąpienia ogromnych rozmiarów zmieniarek płyt kompaktowych.
Jednym z systemów do obsługi serwera muzycznego jest Windows XP Media Center.